# Iglesia de Nuestra Señora de la Asunción (Morón de Almazán)
La iglesia de Nuestra Señora de la Asunción es un edificio en el municipio español de Morón de Almazán, en la provincia de Soria.

## Descripción
La iglesia de Nuestra Señora de la Asunción se ubica en la localidad soriana de Morón de Almazán, en Castilla y León. En el tomo xi del Diccionario geográfico-estadístico-histórico de España y sus posesiones de Ultramar de Pascual Madoz, publicado en 1848, se dice que era servida por un cura, un beneficiado y un sacristán.
Fue declarada monumento histórico-artístico de carácter nacional el 7 de septiembre de 1983, mediante un real decreto publicado el 15 de noviembre de ese mismo año en el Boletín Oficial del Estado con la rúbrica del rey Juan Carlos I y del ministro de Cultura Javier Solana Madariaga.
En la actualidad cuenta con el estatus de Bien de Interés Cultural.